# Зеленоборский сельсовет (Минская область)
Зеленобо́рский сельсовет (бел. Зеленаборскі сельсавет) — административная единица на территории Смолевичского района Минской области Белоруссии. Административный центр — городской посёлок Зелёный Бор.

## География
Расположен на северо-западе от районного центра города Смолевичи на расстоянии 37 км; от г. Минска на расстоянии 75 км; 18 км от железнодорожной станции Жодино на линии Минск-Орша, 5 км от автомагистрали Брест-Москва.

## История
Зеленоборский поссосвет образован в 1958 году. 
30 октября 2009 года Зеленоборский поссовет преобразован в сельсовет.

## Состав
Зеленоборский сельсовет включает 2 населённых пункта:
- Зелёный Бор — городской посёлок.
- Островы — деревня.

## Население
Согласно переписи 2009 года на территории сельсовета проживало 1167 человек, среди которых 90,1 % — белорусы.